# Woutherus Mol
Woutherus Mol est un peintre néerlandais né le 21 mars 1785 à Haarlem et mort le 30 août 1857 dans la même ville. Cet artiste, pensionné du roi de Hollande Louis Bonaparte, a été élève de David en 1807.

## Biographie
Woutherus Mol a été pensionné par Louis Bonaparte, roi de Hollande de 1806 à 1810, à l'instar d'autres artistes comme le graveur suédois C.D. Forsell, le sculpteur Gabriel, le paysagiste Kleyn, le paysagiste Knip, le peintre d'histoire Jean-Eugène-Charles Alberti élève de David, Teerlink, un autre paysagiste, Philippe Vanderwal élève de David en 1807, Cramer, l'architecte Reyers, un autre architecte de Greef, le peintre Pitloo, et enfin l'architecte Zocher junior.

## Œuvres (sélection)

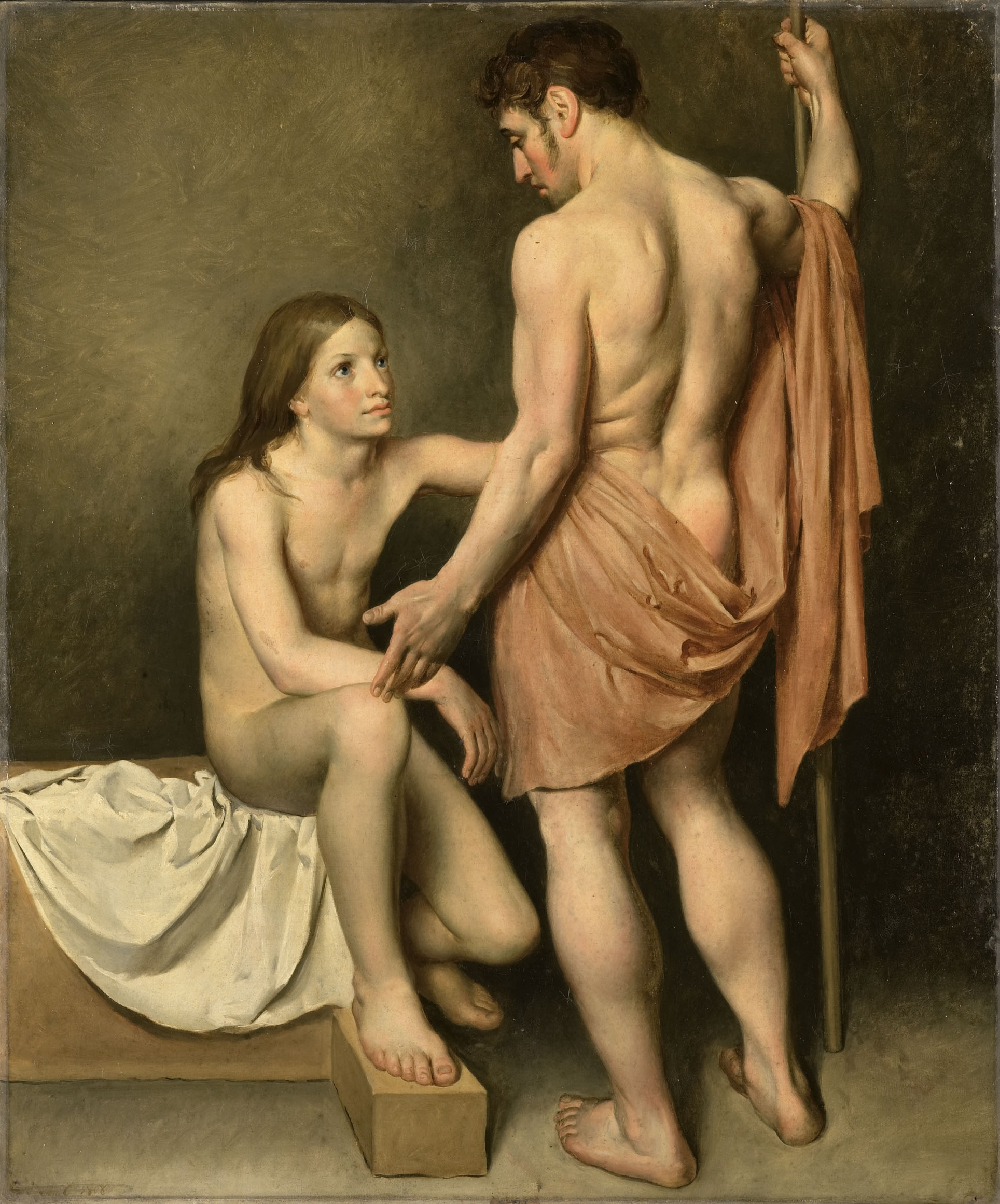
Étude académique de nus, huile sur toile, 1808, Rijksmuseum Amsterdam.
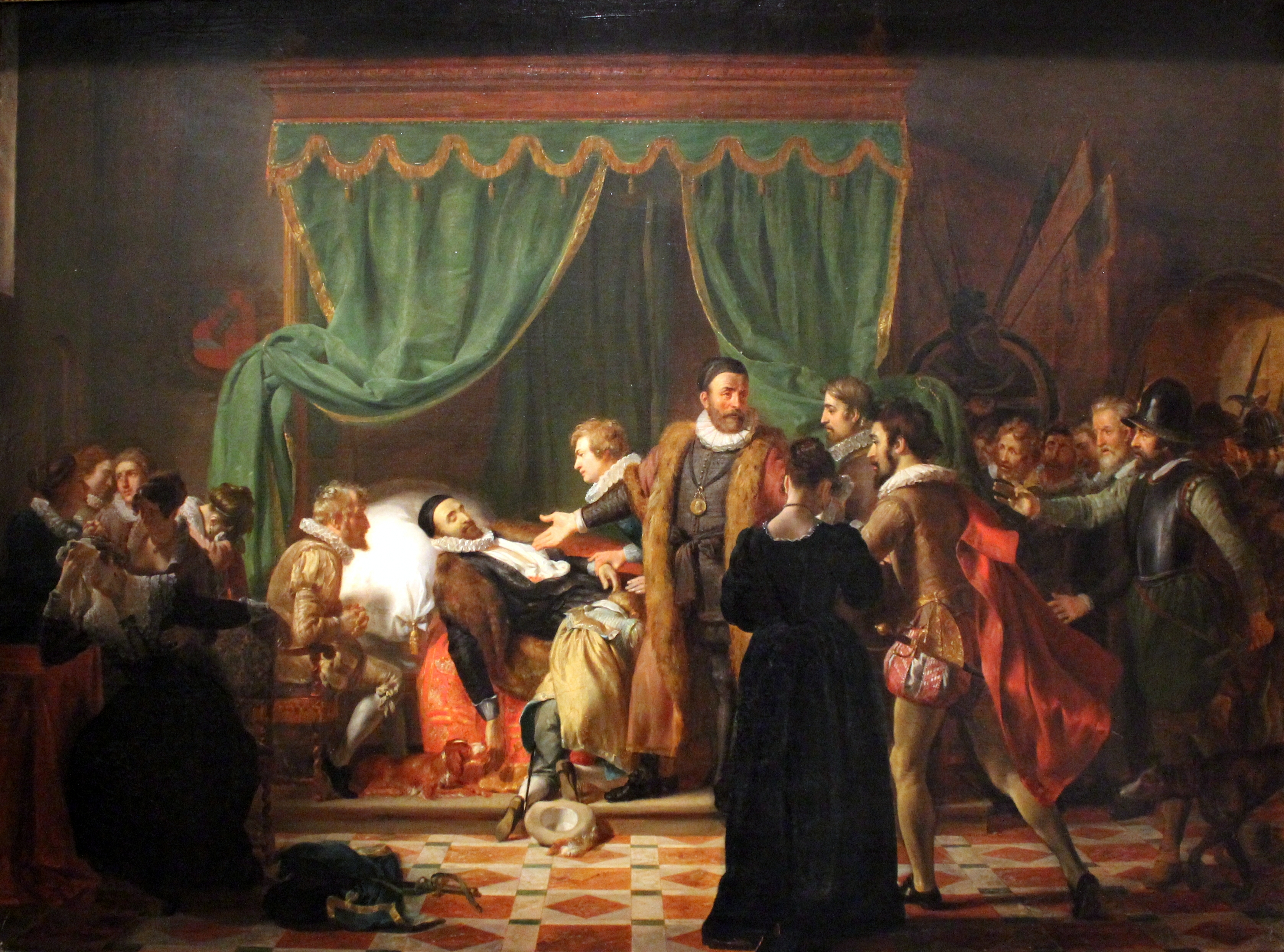
Guillaume Ier d'Orange sur son lit de mort, huile sur toile, 1818, Stichting Historische Verzamelingen van het Huis Oranje-Nassau, La Haye.
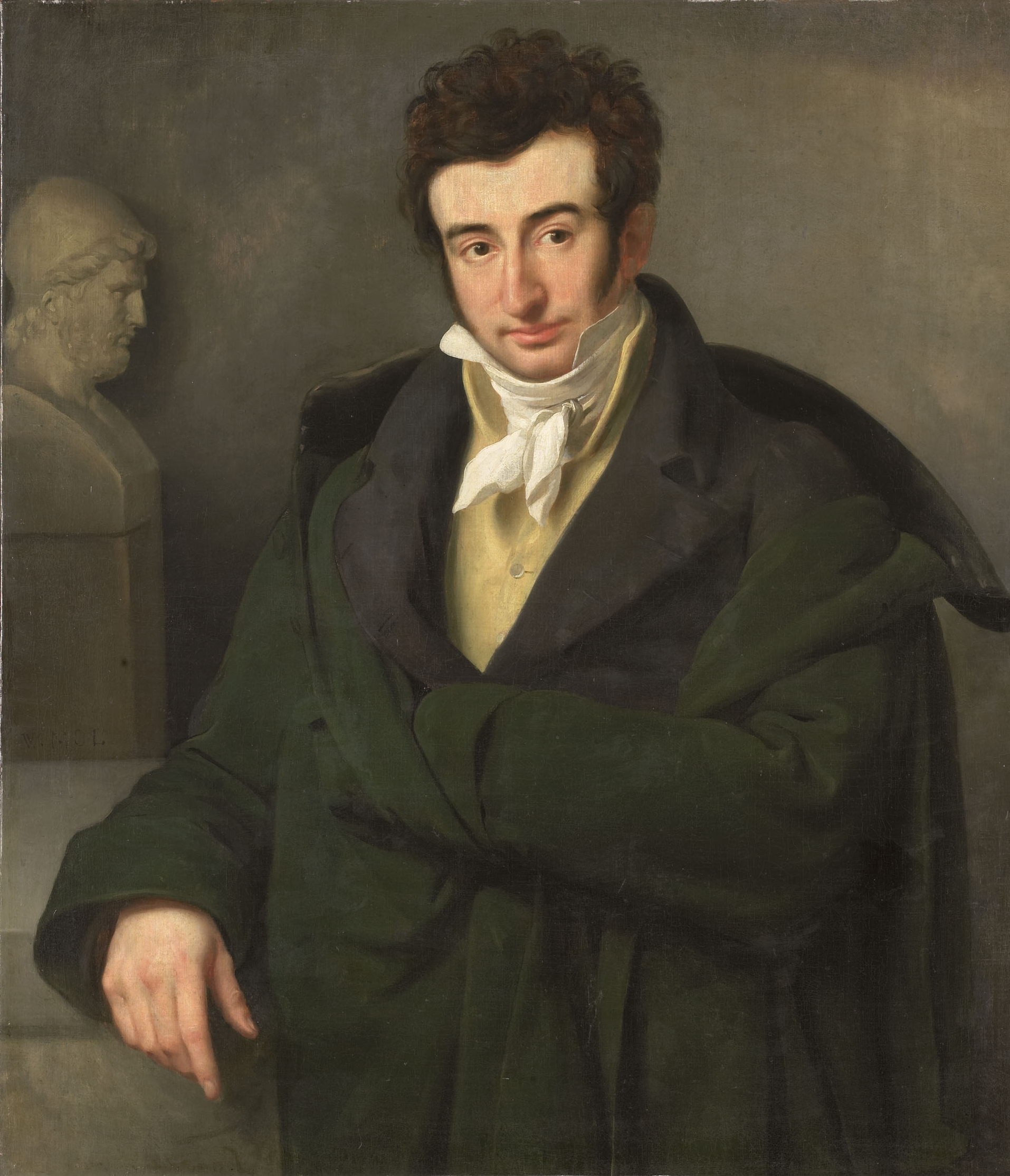
Portrait du peintre et sculpteur Paulus Joseph Gabriël (nl), huile sur toile, vers 1818, Rijksmuseum Amsterdam.
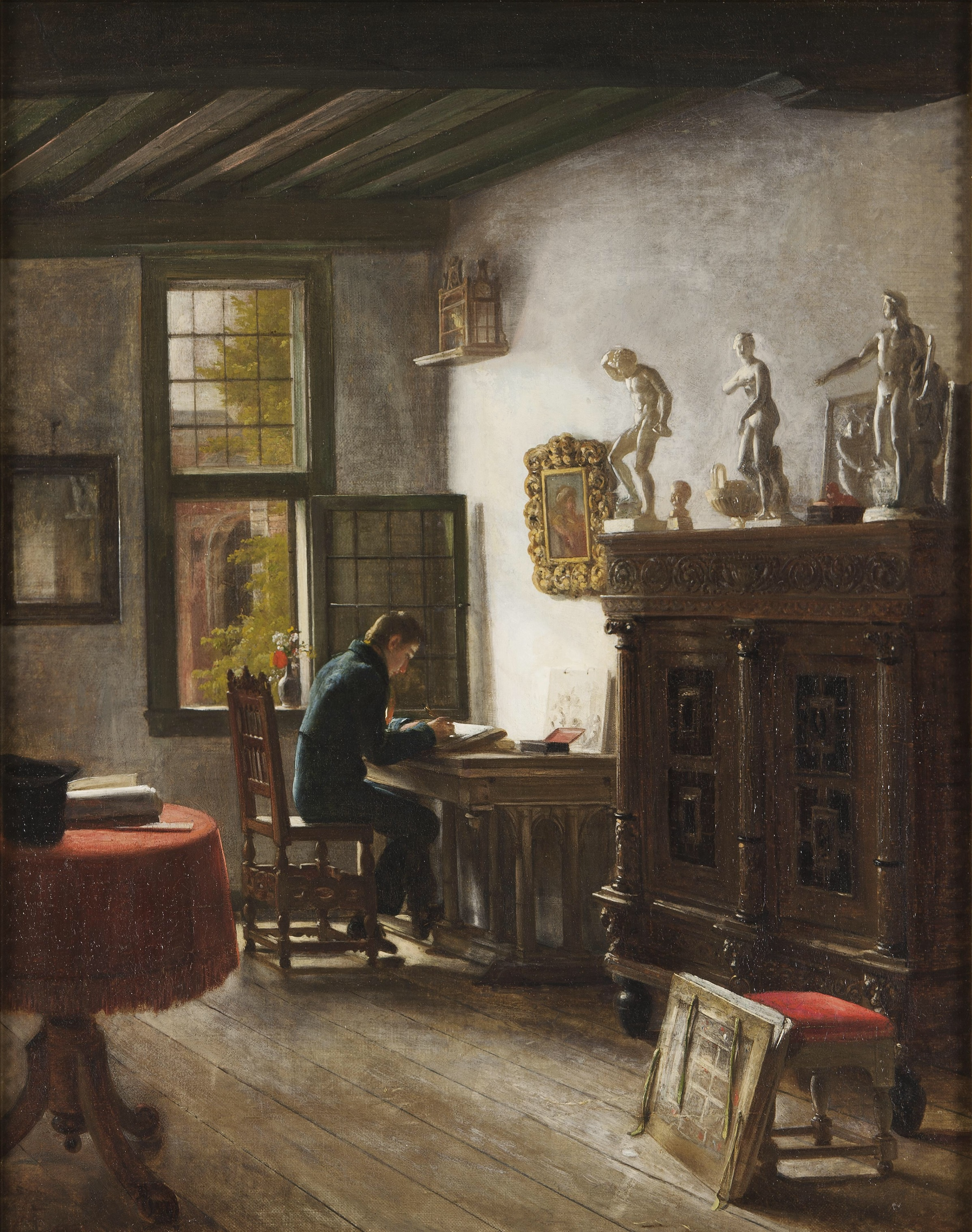
Le jeune dessinateur, huile sur toile, vers 1822, Musée Teyler, Haarlem.
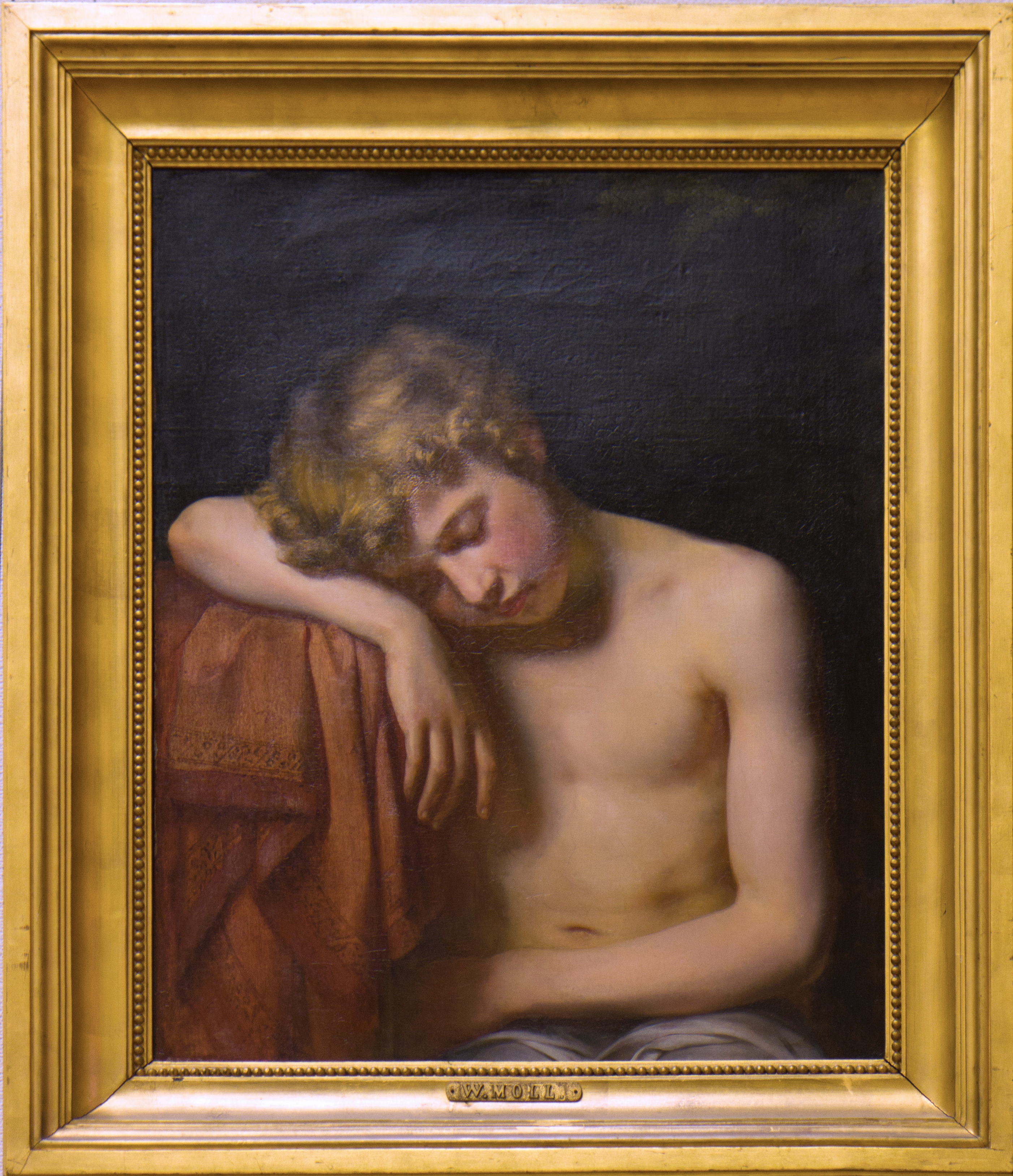
Jeune garçon en pleurs, huile sur toile, Musée Teyler, Haarlem.